# 希莱尔·贝洛克
约瑟夫·希莱尔·皮埃尔·勒内·贝洛克（法語：Joseph Hilaire Pierre René Belloc，1870年7月27日—1953年7月16日），法国及英国作家、历史学家、演说家、水手、军人及政治活动家，生于法国拉塞勒圣克卢，1902年加入英国国籍，牛津大学辩论社主席，1906年至1910年担任英国众议院议员，与G·K·切斯特顿合作创造过许多作品。